# Askella
Askella o Ascella (ζ Sagittarii / ζ Sgr / 38 |Sagittarii) és un estel a la constel·lació del Sagitari de magnitud aparent +2,60. És la tercera més brillant de la constel·lació darrere de Kaus Australis (ε Sagittarii) i Nunki (σ Sagittarii). El seu nom prové del llatí i significa «aixella», en al·lusió a la seva posició en el cos del guerrer.
A 89 anys llum de distància del sistema solar, Askella és un estel binari amb les seves dues components de tipus espectral A. L'estel principal està catalogat com una gegant blanc de tipus espectral A2III i 9.000 K de temperatura. La seva lluminositat és 31 vegades major que la del Sol, amb una massa de 2,2 masses solars.
La component secundària està catalogada com una subgegant de tipus A2IV una mica més freda que la seva companya amb una temperatura de 8.500 K. 26 vegades més lluminosa que el Sol, té una massa de 2,1 masses solars. Aquests paràmetres físics indiquen que en realitat ambdós estels són estels blancs de la seqüència principal, no gegants ni subgegants. Amb una separació mitjana entre ells de 13,4 ua —que oscil·la entre 10,6 i 16,1 ua per l'excentricitat de l'òrbita—, el període orbital del sistema és de 21,14 anys.
Un tènue company de magnitud +9,8, denominat Askella C, es troba visualment a 75 segons d'arc de la primària. Es desconeix si forma realment part del sistema estel·lar, o el que és més probable, està alineada a l'atzar.